# Acqua e Sapone Calcio a 5 2017-2018
La voce raccoglie i dati riguardanti l'Acqua e Sapone Calcio a 5, squadra di calcio a 5 militante in serie A, nelle competizioni ufficiali del 2017-2018. In questa stagione la squadra angolana vince la sua seconda Coppa Italia e soprattutto il suo primo scudetto, superando la Luparense in finale solamente al termine delle 5 gare.

## Trasferimenti

### Sessione estiva
| Edgar Bertoni       | Luparense    |
| Fabricio Calderolli | Real Rieti   |
| Wellington Coco     | Luparense    |
| Osvaldo Moreno      | Policoro     |
| Altre operazioni    |              |
| Manuel Comignani    | Montesilvano |
| Sergio Quílez       | Rivas        |

| Luiz Paulo Caetano | Real Rieti      |
| Rodrigo Canabarro  | Foz Cataratas   |
| Sergio Romano      | Pescara         |
| José Ruiz          | Maritime        |
| Ricardo Zanella    | Carrè Chiuppano |
| Altre operazioni   |                 |
| Lorenzo Canale     | Aosta           |
| Andrea Rocchigiani | Civitella       |

### Sessione invernale
| Bocão            | Praia Clube |
| Júnior           | svincolato  |
| Altre operazioni |             |
| Tiago Amarchande | svincolato  |

| Osvaldo Moreno | Bernalda |

## Prima squadra
| N° | Naz.                  | Ruolo | Sportivo            | Anno     |  |  |
| -- | --------------------- | ----- | ------------------- | -------- |  |  |
| 1  | Italia (bandiera)     | POR   | Stefano Mammarella  | 02.02.84 |  |  |
| 3  | /                     | LAT   | Gabriel Lima        | 19.08.87 |  |  |
| 4  | /                     | DIF   | Andrei Bordignon    | 13.02.87 |  |  |
| 7  | Portogallo (bandiera) | PIV   | Osvaldo Moreno      | 23.11.92 |  |  |
| 8  | /                     | DIF   | Murilo Ferreira     | 10.03.89 |  |  |
| 9  | /                     | LAT   | Fabricio Calderolli | 22.01.86 |  |  |
| 10 | Brasile (bandiera)    | PIV   | Lukaian Baptista    | 07.04.83 |  |  |
| 11 | /                     | PIV   | Júlio De Oliveira   | 08.06.91 |  |  |
| 12 | Italia (bandiera)     | POR   | Francesco Mambella  | 09.07.96 |  |  |
| 14 | /                     | DIF   | Bocão               | 20.04.89 |  |  |
| 15 | /                     | LAT   | Edgar Bertoni       | 24.09.81 |  |  |
| 17 | Italia (bandiera)     | POR   | Mirco Casassa       | 09.10.92 |  |  |
| 18 | /                     | LAT   | Wellington Coco     | 20.01.88 |  |  |
| 20 | /                     | LAT   | Jonas               | 24.05.84 |  |  |
| 45 | Brasile (bandiera)    | PIV   | Júnior              | 19.07.72 |  |  |

## Under 19
| N° | Naz.                  | Ruolo | Sportivo         | Anno     |  |  |
| -- | --------------------- | ----- | ---------------- | -------- |  |  |
| 2  | Spagna (bandiera)     | LAT   | Sergio Quílez    | 24.03.98 |  |  |
| 25 | /                     | UNI   | William Rocha    | 28.01.98 |  |  |
| 33 | Portogallo (bandiera) | LAT   | Tiago Amarchande | 08.04.98 |  |  |
| ?  | Italia (bandiera)     | LAT   | Manuel Comignani | 02.12.98 |  |  |